# Hákun West Av Teigum
Hákun West Av Teigum (født 19. februar 2002) er en færøsk håndboldspiller som spiller højre fløj for Füchse Berlin i Bundesligaen og Færøernes herrehåndboldlandshold.
Han skiftede i 2020 til den danske ligaklub Skanderborg Håndbold, inden han i november 2022 skrev under med den tyske storklub Füchse Berlin.